# NGC 5792
NGC 5792 est une vaste galaxie spirale barrée située dans la constellation de la Balance. Sa vitesse par rapport au fond diffus cosmologique est de 2 129 ± 14 km/s, ce qui correspond à une distance de Hubble de 31,4 ± 2,2 Mpc (∼102 millions d'al). NGC 5792 a été découverte par l'astronome germano-britannique William Herschel en 1787.
NGC 5792 a été utilisée par Gérard de Vaucouleurs comme une galaxie de type morphologique (R1')SB(rs)b dans son atlas des galaxies,.
La classe de luminosité de NGC 5792 est II et elle présente une large raie HI. Elle renferme également des régions d'hydrogène ionisé. La luminosité de NGC 5792 dans l'infrarouge lointain (de 40 à 400 µm)  est égale à 1,62 × 1010 {\displaystyle L_{\odot }} (1010,21{\displaystyle L_{\odot }}) et sa luminosité totale dans l'infrarouge (de 8 à 1 000 µm) est de 2,29 × 1010 {\displaystyle L_{\odot }} (1010,36{\displaystyle L_{\odot }}).
Le relevé astronomique SAGA destiné à la recherche de galaxies satellites en orbite autour d'une autre galaxie a permis de confirmer la présence de trois galaxies satellites pour NGC 5792.
À ce jour, 19 mesures non basées sur le décalage vers le rouge (redshift) donnent une distance de 21,200 ± 5,621 Mpc (∼69,1 millions d'al), ce qui est à l'extérieur des valeurs de la distance de Hubble. Étant donné que cette galaxie ainsi que certaines autres de l'amas de la Vierge III sont relativement rapprochées du Groupe local, il se pourrait que cette valeur soit plus près de la distance réelle de NGC 5792. Notons aussi que c'est avec la valeur moyenne des mesures indépendantes, lorsqu'elles existent, que la base de données NASA/IPAC calcule le diamètre d'une galaxie et qu'en conséquence le diamètre de NGC 5792 pourrait être d'environ 73,1 kpc (∼238 000 al) si on utilisait la distance de Hubble pour le calculer.

## NGC 5792 et l'amas de la Vierge III
Selon le site WEB « Un Atlas de l'Univers » écrit par Richard Powell, l'amas de la Vierge III renferme huit groupes de galaxies (groupe de NGC 5248, de NGC 5364, de NGC 5506, de NGC 5566, de NGC 5638, de NGC 5746, de NGC 5775 et de NGC 5846) ainsi que 13 galaxies qui ne font pas partie de ces groupes. NGC 5792 est l'une de ces galaxies.

## Galerie

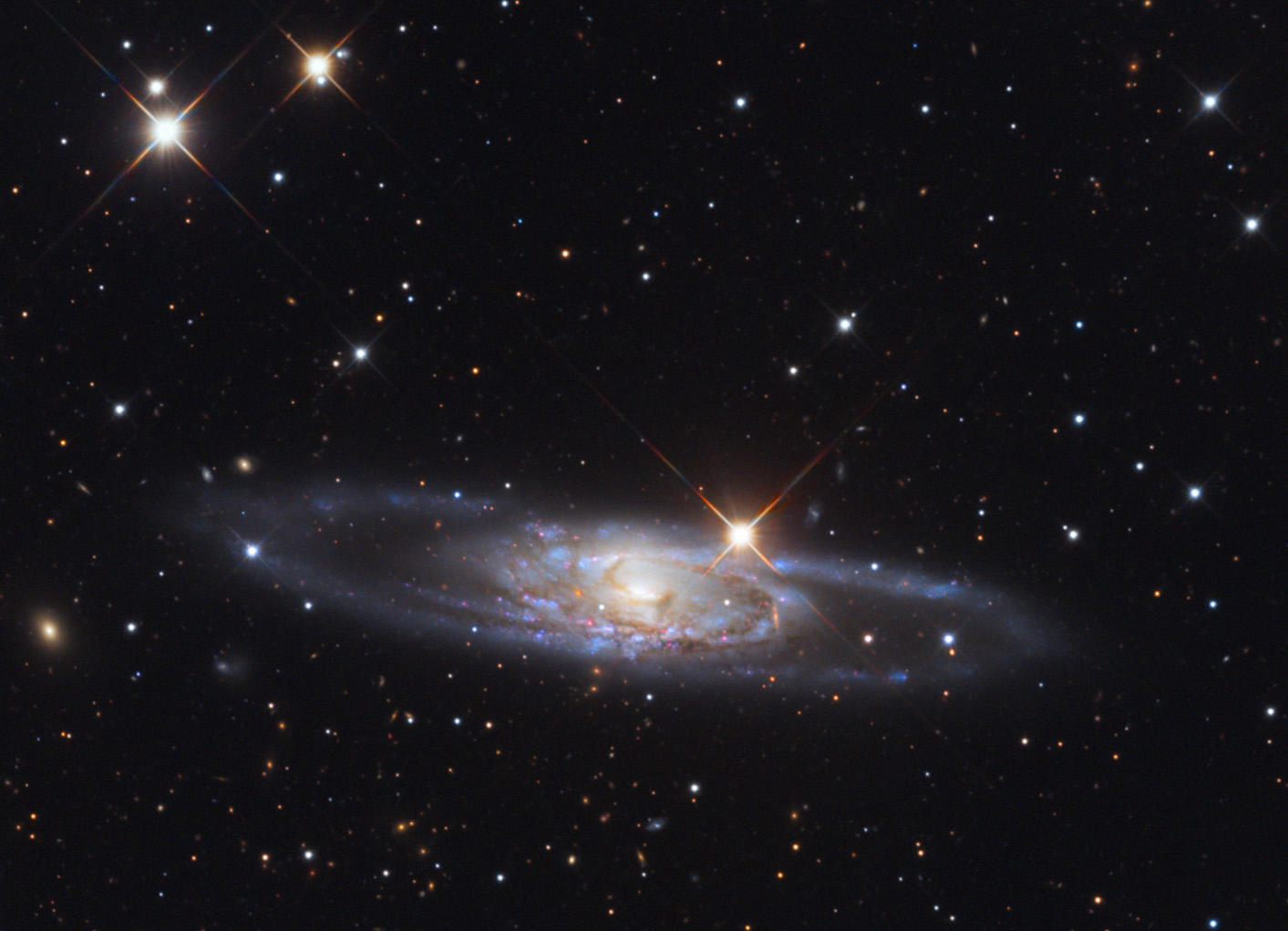
NGC 5792 par Adam Block (Observatoire du mont Lemmon/Université de l'Arizona).
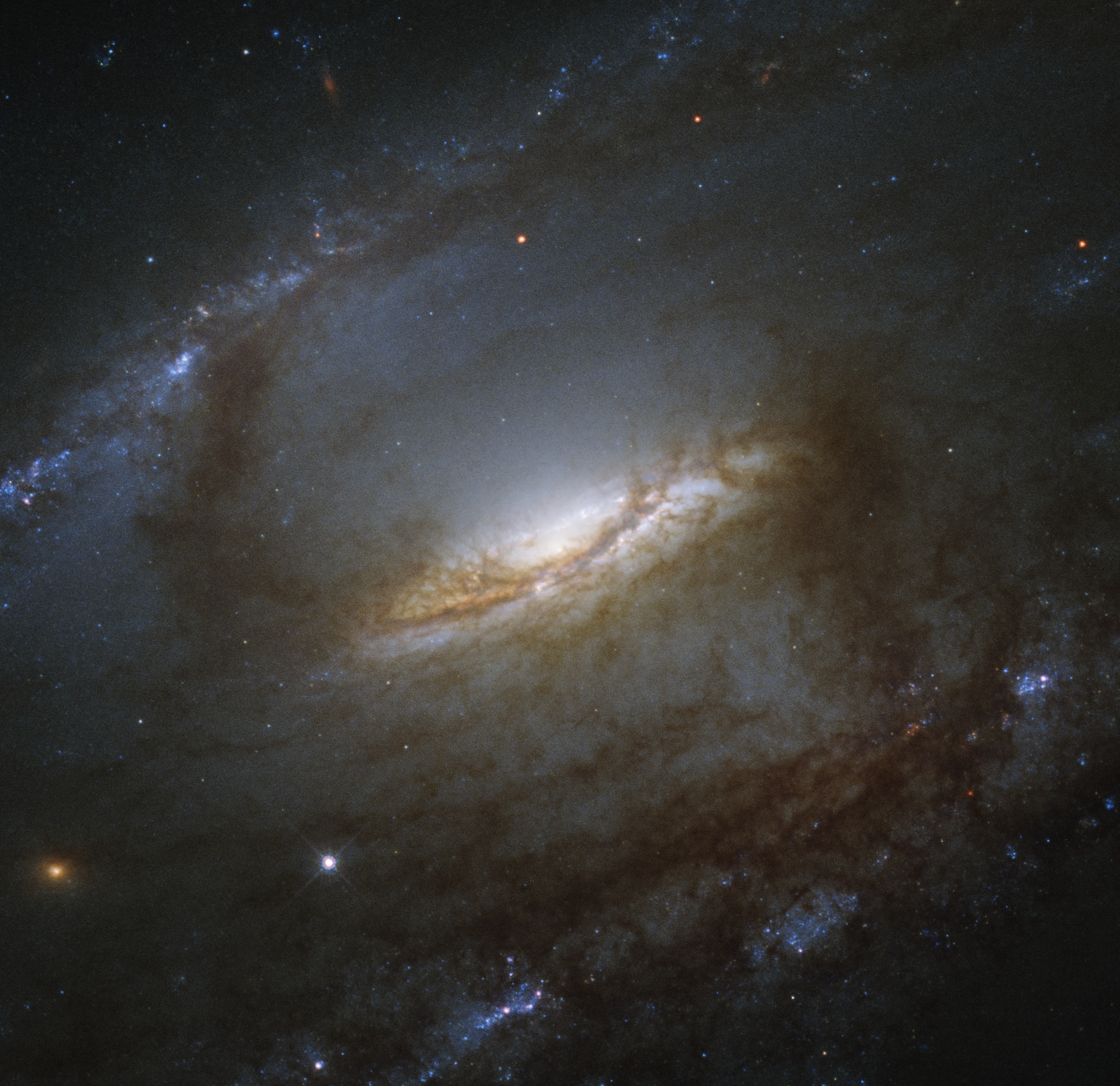
Le centre de NGC 5792 par le télescope spatial Hubble.
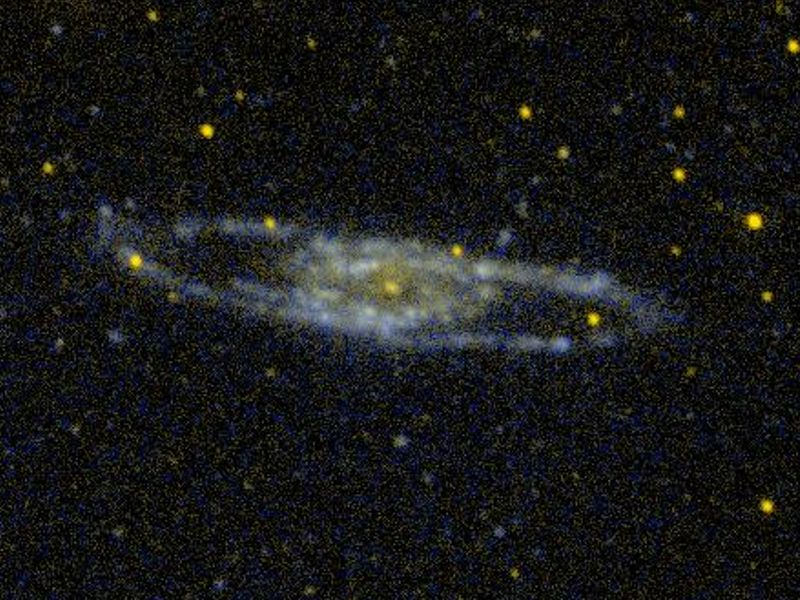
NGC 5792 en ultraviolet par télescope spatial GALEX.